# 米沢与三七
米沢 与三七（よねざわ よそしち、1879年（明治12年）8月1日 - 1966年（昭和41年）5月9日）は、大正から昭和時代の電気工学者、通信技術者。子に電電公社総裁を務めた米沢滋がいる。

## 経歴・人物
富山県に生まれる。1906年（明治39年）東京帝国大学電気工学科卒業後、逓信省に入り、通信技手、同技師、名古屋郵便局電話課長、鹿児島郵便局工務課長などを経て、1920年（大正9年）逓信省臨時電話局第3課長、工務局電話課長、工務局長となる。この間欧米留学、1932年（昭和7年）にはマドリードの万国無線会議に政府代表委員として出席した。1934年（昭和9年）退官すると、日本放送協会理事、技術局長、電波技術協会会長などを歴任した。1958年（昭和33年）藍綬褒章を受章。